# Rafael Alkorta
Rafael Alkorta Martinez (ur. 16 września 1968 w Bilbao) – hiszpański piłkarz, grający w Athletic Bilbao i Realu Madryt, a także w reprezentacji Hiszpanii na pozycji obrońcy.
Zaczynał w 1978 w juniorach Athletic, w 1985 podpisał profesjonalny kontrakt i zaczął grać w rezerwach baskijskiego klubu, po czym w 1987 został włączony do składu pierwszej drużyny. Zaliczył 172 występy w Primera División, a jego zdolność do powstrzymywania akcji przeciwnika została dostrzeżona przez włodarzy stołecznego klubu i w 1993 trafił do Realu Madryt. Stworzył tam parę stoperów razem z Fernando Hierro. Dla Realu rozegrał 104 mecze w La Liga i pomógł klubowi w zdobyciu dwóch tytułów mistrza Hiszpanii (sezony 1994-95 i 1996-97) oraz jednego Superpucharu Hiszpanii (1994). W 1997 powrócił do swojego macierzystego klubu, w 1998 mając udział w wicemistrzowskim tytule. Rozegrał 88 kolejnych spotkań w Primera División w barwach Athleticu i w 2002 przeszedł na emeryturę.
Posiada on również bogatą przeszłość reprezentacyjną - zaliczył 54 występy w pierwszej kadrze Hiszpanii w latach 1990 - 1998. Grał podczas trzech mistrzostw świata - w 1990, 1994 i 1998 i raz na mistrzostwach Europy w 1996.